# 1903年東京府会議員選挙
1903年東京府会議員選挙（1903ねんとうきょうふかいぎいんせんきょ）は、東京府の議決機関である東京府会を構成する議員（府会議員）を全面改選するため、1903年9月25日に投票が行われた選挙である。

## 基礎データ
- 改選議席数：15議席
- 投票日：9月25日
- 選挙区：8選挙区
- 立候補者数：18名

## 選挙結果
投票率：48.07%
| 党派       | 得票数 | 得票率 |
| ---------- | ------ | ------ |
| 立憲政友会 | 8,024  | n/a    |
| 憲政本党   | 1,286  | n/a    |
| 無所属     | 1,713  | n/a    |
|            | 11,017 |        |

## 当選した議員
立憲政友会   憲政本党   無所属 
| 荏原郡   | 1位 | 谷岡慶治   | 2位 | 田中新造   |
| 豊多摩郡 | 1位 | 井田忠信   | 2位 | 伊藤祐次   |
| 北豊島郡 | 1位 | 大木金兵衛 | 2位 | 吉田金太郎 |
| 南足立郡 | 1位 | 牛込金三   |     |            |
| 南葛飾郡 | 1位 | 中里民平   | 2位 | 大川誠吾   |
| 西多摩郡 | 1位 | 瀬沼伊兵衛 | 2位 | 小沢芳重   |
| 南多摩郡 | 1位 | 松井寅太郎 | 2位 | 井上吉之助 |
| 北多摩郡 | 1位 | 秋本喜七   | 2位 | 佐伯幸四郎 |

※当時は東京府島嶼部には東京府会議員選挙の選挙権が無かった。